# Condado de Putnam (Flórida)
O condado de Putnam (em inglês:  Putnam County) é um dos 67 condados do estado americano da Flórida. A sede e cidade mais populosa do condado é Palatka. Foi fundado em 18 de janeiro de 1849.

## Geografia
De acordo com o United States Census Bureau, o condado possui uma área de 2 142 km², dos quais 1 884 km² estão cobertos por terra e 257 km² por água. Localiza-se na região centro-norte do estado.

## Demografia
Segundo o censo nacional de 2010, o condado possui uma população de 74 364 habitantes e uma densidade populacional de 39 hab/km². Possui 37 337 residências, que resulta em uma densidade de 20 residências/km².
Das cinco localidades incorporadas no condado, Palatka é a mais populosa e a mais densamente povoada, com 10 558 habitantes e densidade populacional de 477 hab/km². Welaka é a menos populosa, com 701 habitantes. De 2000 para 2010, a população de Welaka cresceu 19% e a de Crescent City reduziu em 11%. Apenas uma localidade possui população superior a 10 mil habitantes.